# مركز تاريخ العلوم
مركز تاريخ العلوم (بالإنجليزية: History of Science Centre)‏ هو مركز علمي في ولاية السيب، عمان. يقدِّم تصويرًا فذًّا ودقيقًا لما وصل إليه علماء الحقبة الذهبية في الحضارة الإسلامية من نتائج في العلوم الرياضية، من رياضيات وفلك ومناظر وميكانيكا وعلم السكون والجغرافيا الرياضية.

## الأهداف
يهدف المركز إلى:
- تصوير ما وصل إليه علماء هذه الحقب من نتائج في العلوم الرياضية وتطبيقاتها كما كانت.
- بيان الأسس العلمية التي أدت إلى الوصول لهذه النتائج، مع مراعاة الموضوعية والدقة.
- إبراز الإسهام الحضاري، والتواصل الإنساني للشعوب في تطوير العلوم التطبيقية.
- توضيح تاريخ نقل الأفكار والنظريات.

## الأقسام
تم تقسيم المركز إلى أربعة أقسام، وهي: 
- المعروضات المتحفية، والتي قسّمت إلى ستة أقسام، وهي:الرياضيات، والفلك، والمناظر، والميكانيكا، وعلوم السكون والحركة، والجغرافيا الرياضية، والتي بدورها تهدف إلى تصوير ما وصل إليه علماء المسلمين في الحقبة الوسيطة من نتائج في العلوم الرياضية، كما تهدف إلى بيان الأسس العلمية التي أدت إلى الوصول إلى هذه النتائج، مع مراعاتها للموضوعية والدقة، حِرصًا على أن تكون هذه المعروضات الأولى في تاريخ الحقبة الإسلامية التزاما بهذه المعايير.
- المكتبة العلمية في تاريخ العلوم، لما لها من أهمية كبيرة في إثراء العملية التعليمية والبحث العلمي، وخدمة جميع شرائح المجتمع الجامعي والخارجي.
- البرامج التعليمية التي سترتبط في تعليمها ضمن البرامج الأكاديمية في الجامعة، بهدف توفير التعليم الأفضل، ولإبقاءالجامعة الألمانية للتكنولوجيا في سلطنة عمان منارة جامعية في المنطقة.
- الزمالات العلمية في استضافة المختصين، وذلك لإجراء الأبحاث العلمية.